# Paso Lilpela
El paso Lilpela o Ipela es un paso fronterizo entre la República Argentina y República de Chile, se encuentra entre la provincia del Neuquén y la región de Los Rios. Es notable por ser el paso utilizado por Pablo Neruda cuando huyó de Chile en 1949 debido a la Ley de Defensa Permanente de la Democracia. El paso no está equipado como un cruce fronterizo internacional. Durante los meses de verano Carabineros guarda la entrada al paso cerca de Chabranco.